# مصدر يهوي
- مخطط يُظهر مؤلفي ومحرري الأسفار الخمسة (التوراة) وفقًا للفرضية الوثائقية
- J: يهوي (قرن 10–قرن 9 ق.م.)[1][2]
- E: إلوهيمي (قرن 9 ق.م.)[1]
- Dtr1: مؤرخ تثنوي في بداية (قرن 7 ق.م.)
- Dtr2: مؤرخ تثنوي في نهاية (قرن 6 ق.م.)
- P*: كهنوتي (قرن 6–قرن 5 ق.م.)[3][2]
- D†: تثنوي
- R: تنقيح
- DH: تاريخ تثنوي (أسفار يشوع والقضاة وصموئيل والملوك)

رسم تخطيطي للفرضية التكميلية، أحد النماذج الشائعة حول تركيب التوراة. يُرمز للمصدر اليهوي بالرمز J.

المصدر اليهوي (بالإنجليزية: Jahwist, or Yahwist) الذي يُرمز له غالبًا بالرمز J، هو أحد المصادر الأكثر شهرة لأسفار موسى الخمسة (التوراة)، جنبًا إلى جنب مع المصدر التثنوي والمصدر الكهنوتي والمصدر اللإلوهيمي. يُعد وجود النص اليهوي أمرًا مثيرًا للجدل إلى حد ما، حيث ينفي عدد من العلماء، خاصة في أوروبا، وجوده كوثيقة مستقلة متماسكة. ومع ذلك، فإن العديد من العلماء يعتقدون بوجوده. سُمّي المصدر اليهوي بهذا الاسم بسبب استخدامه المميز لمصطلح يهوه (بالعبرية: יהוה) للدلالة على الإله. يعتقد بعض العلماء أن المصدر اليهوي أقدم مصادر التوراة، وأنه يُشكّل نصف سفر التكوين والنصف الأول من سفر الخروج وأجزاء من سفر العدد. يتصف الإله في هذا المصدر بأوصاف مُجسّمة. يُولي هذا المصدر اهتمامًا خاصًا بأرض مملكة يهوذا والشخصيات المرتبطة بتاريخها. أُلّف هذا المصدر حوالي سنة 950 ق.م.، وأُدخل في التوراة حوالي سنة 400 ق.م.

## خلفية
يتفق العلماء المعاصرون على أن أسفار موسى الخمسة تشكّلت من مصادر منفصلة، ولكن هناك الكثير من الخلاف حول كيفية استخدام المؤلفين لهذه المصادر لكتابة الأسفار الخمسة الأولى من الكتاب المقدس. هيمنت الفرضية الوثائقية، القائلة بأن الكهنة المحررين نسجوا العديد من الروايات المصدرية المستقلة في نص واحد لأسفار موسى الخمسة، لفترة طويلة من القرن العشرين الميلادي، لكن الإجماع حول هذه الفرضية انهار الآن. يعطي منتقدوا هذه الفرضية دورًا أكبر بكثير للمنقحين، حيث يعتقدون أنهم أضافوا الكثير من المواد الخاصة بهم بدلاً من كونهم مجرد جامعين فقط للمصادر دون تعديل.
أدخل أتباع الفرضية الوثائقية تعديلًا بسيطًا عليها، كان أبرز المراجعات لها في العقود الأخيرة هي الاعتراف بأن كلا المصدرين E وJ غير قابلين لاستردادهما تمامًا، حيث حُذفت أجزاء كبيرة منهما بواسطة المُنقّح الأول JE؛ أو أن المصدر E لم يكن أبدًا مستقلًا، بل كان جزءًا من المصدر J.

## خصائصه
في المصدر اليهوي، يهوه هو شخصية مُجسّمة سواء جسديًا (تكوين 3: 8، تكوين 11: 5، خروج 17: 7) أو شخصيًا، كما في حالة تفاوض إبراهيم مع يهوه بشأن مصير سدوم وعمورة؛ أو أثناء التيه عندما هدد يهوه بتدمير غير المؤمنين من بني إسرائيل، واستبدالهم بنسل موسى، لكنه "ندم ولم يجلب الكارثة على شعبه" عندما أقنعه موسى.
للمصدر اليهوي اهتمامًا خاصًا بمملكة يهوذا، بما في ذلك علاقتها بمنافسها وجارتها أدوم؛ وصراعهم على مدن منطقة اليهودية مثل القدس؛ وهو يدعم بقوة الشرعية الملكية في نسل داود. ينتقد المصدر اليهوي أيضًا قبائل بني إسرائيل الأخرى، مشيرًا إلى أن عاصمة المملكة الشمالية شكيم تأسست بعد مذبحة ضد السكان الأصليين (تكوين 34). يعتقد مايكل كوجان في وجود ثلاثة سمات متكررة تُميّز النص اليهوي: العلاقة بين البشر والتُراب، والتباعد بين البشر والإله، وفساد البشر المتدرّج.

## التأريخ
لم يجد الباحث الألماني يوليوس فلهاوزن الذي وضع نظرية الفرضية الوثائقية في القرن التاسع عشر الميلادي، تأريخًا للمصدر اليهوي أكثر دقة من عهد مملكة إسرائيل الموحدة. في سنة 1938م، أرّخ جيرهارد فون راد المصدر اليهوي إلى عهد سليمان حوالي سنة 950 ق.م.، وزعم أن الهدف من كتابته كان تقديم مبرر ديني للدولة الموحدة التي أسسها داود والد سليمان. كانت هذه الفكرة مقبولة بشكل عام حتى ظهور دراسة "Der sogenannte Jahwist" (ما يسمى باليهوي) الهامة التي أجراها هانز شميد سنة 1976م، زعم شميد أن المصدر اليهوي كان مُطّلعًا على أسفار الأنبياء في القرنين الثامن والسابع قبل الميلاد، بينما لا يظهر في أسفار الأنبياء دلائل على إطلاعها على روايات التوراة، مما يعني أن المصدر اليهوي لا يمكن أن يكون قد كُتب قبل القرن السابع قبل الميلاد. تؤرّخ أقلية من العلماء المصدر اليهوي حتى في وقت لاحق، خلال فترة السبي و/أو ما بعد السبي (القرنين السادس والخامس قبل الميلاد).

## النطاق
فيما يلي سجل لقصص الكتاب المقدس المقبولة بشكل عام من قبل المجتمع الأكاديمي الأوسع على أنها مكتوبة من المصدر اليهوي.

### التكوين
يبدأ المصدر اليهوي بقصة الخلق في تكوين 2: 4 (قصة الخلق في تكوين 1 مأخوذة من المصدر الكهنوتي)، وتتبعها قصة جنة عدن، وقابيل وهابيل، ونسل قابيل، والجبابرة، وقصة الطوفان (متشابكة بشكل وثيق مع رواية موازية من المصدر الكهنوتي)، ونسل نوح، وتوزيع الأمم، وبرج بابل. تشكل هذه الفصول ما يسمى بالتاريخ البدائي [الإنجليزية] الذي هو قصة البشر قبل إبراهيم، ويُساهم فيه كل من المصدر اليهوي والكهنوتي بقدر متساوي تقريبًا من النصوص. ثم يقدّم المصدر اليهوي الجزء الأكبر من ما تبقى من سفر التكوين، وهو النصوص المتعلقة بإبراهيم وإسحاق ويعقوب ويوسف.
يصف أولئك الذين يتبعون الفرضية الوثائقية الكلاسيكية اليوم النص اليهوي بأنه يمتد من تكوين 2: 4 إلى تكوين 35 حيث ينتهي بتسمية يعقوب بإسرائيل واكتمال تقسيم الأسباط الاثني عشر. يُعتقد أن قصة يوسف هي إضافة من النص الإلوهيمي الشمالي بسبب طبيعة الإله الأكثر سماوية واستباقية وتنبؤية مقارنة بالإله المتفاعل والمُجسَّم في النص اليهوي. تؤطّر الإضافات الأخيرة من النص الكهنوتي روايات النص اليهوي. يمكن رؤية "ملصوقات" النص الكهنوتي في تكوين 1، حيث يترابط تكوين 5 مع تكوين 1 بتوفيره تفاصيل نسب كهنوتية مميزة لنسل آدم، وكذلك في تكوين 35، ليصل بين الروايات الأبوية في النص اليهوي مع قصة يوسف من النص الإلوهيمي التي تحتوي على المزيد من تفاصيل النسب المهمة لمؤلفي ما بعد السبي بهدف إعادة بناء الأمة في فترة الهيكل الثاني.

### الخروج
يختلف العلماء حول مقدار ما يُنسب إلى المصدر اليهوي وما يُنسب إلى المصدر الإلوهيمي في سفر الخروج، حيث أنه بدءًا من خروج 3، يشير المصدر الإلوهيمي أيضًا إلى الإله باسم يهوه. يُقدّم المصدر اليهوي القدر الأكبر من النصوص في خروج 1 حتى خروج 5، ولكنها متشابكة بشكل وثيق مع نصوص المصدر الإلوهيمي. وبالتالي، من الصعب تحديد أي أجزاء في خروج 1 حتى خروج 15 تنتمي إلى المصدر اليهوي، وأيّها إلى المصدر الإلوهيمي؛ ومع ذلك، من السهل تمييز الإضافات الموازية من النص الكهنوتي التي تقدم أيضًا وصفًا لعبودية بني إسرائيل ومعجزات الخروج الخاصة بها. بعد مغادرة مصر، يقدم المصدر اليهوي روايته الخاصة عن تفجُّر الماء من صخرة، وإمطار الإله للمنّ على بني إسرائيل. من بعدها، لا تظهر تقريبًا أي مساهمات للنص اليهوي في سفر الخروج، باستثناء وصف المصدر اليهوي للوصايا العشر الطقسية. لا يركز المصدر اليهوي بشكل عام على الشريعة.

### اللاويين
ينسب الغالبية العظمي من العلماء كامل نص سفر اللاويين للمصدر الكهنوتي.

### العدد
يبدأ المصدر اليهوي من الأصحاحات 10-14، التي تتناول قصة الخروج من سيناء، وقصة الجواسيس الذين خافوا من العماليق في كنعان، ورفض بني إسرائيل دخول أرض الميعاد مما أغضب يهوه الذي حكم عليهم بأن يهيموا على وجوههم في البرية لمدة الأربعين سنة التالية. يُستأنف المصدر اليهوي في الأصحاح 16، بقصة تمرد داثان وأبيرام، والتي دُمجت مع قصة تمرد قورح من المصدر الكهنوتي بواسطة المُنقّح. ويُعتقد عمومًا أيضًا أن المصدر اليهوي ساهم بأجزاء كبيرة من الأصحاحات 21-24، التي تُغطّي قصة الثعبان البرونزي، وقصة بلعام وحماره الناطق (على الرغم من معارضة فريدمان الذي نسب ذلك إلى المصدر الإلوهيمي)، وينتهي أخيرًا بالآيات الأولى من هرطقة بعل فغور.

### التثنية
اُلّف معظم نص سفر التثنية في عهد يوشيا ملك يهوذا. ومع ذلك، عندما دُمج سفر التثنية في أسفار موسى الخمسة الكاملة بواسطة المنقّح، نُقلت أحداث موت موسى من نهاية سفر العدد إلى سفر التثنية. وهكذا، فإن إحدى روايات موت موسى في سفر التثنية تُنسب إلى المصدر اليهوي، وإن كان العلماء يختلفون حول أي من هذه الروايات منسوبة للمصدر اليهوي.

## وصلات خارجية
- The Jahwist source isolated, at wikiversity.